# NGC 5549
NGC 5549 is een lensvormig sterrenstelsel in het sterrenbeeld Maagd. Het hemelobject werd op 4 september 1786 ontdekt door de Duits-Britse astronoom William Herschel.

## Synoniemen
- UGC 9156
- MCG 1-36-36
- ZWG 47.1
- PGC 51118